# HMS Impulsive
HMS Impulsive var en jagare av I-klass som byggdes för Royal Navy under 1930-talet. Hon tjänstgjorde under andra världskriget innan hon skrotades 1946.

## Beskrivning
Fartygen i I-klassen var förbättrade versioner av den tidigare H-klassen. Deras deplacament var 1 390 ton vid standardlast och 1 918 ton vid fullast. Fartygen hade en total längd på 98,5 meter, en bredd på 10,1 meter och ett djupgående på 3,8 meter. De drevs av två Parsons-ångturbiner, som var och en drev en propelleraxel, med ånga från tre Admirality-pannor. Turbinerna utvecklade totalt 34 000 hästkrafter (25 000 kW) och var avsedda att ge en maximal hastighet på 35,5 knop (65,7 km/h). Impulsive nådde bara en hastighet på 32,2 knop (59,6 km/h) med 33 297 shp (24 830 kW) under provseglingarna. Fartygen hade tillräckligt med bränsle ombord för att ge dem en räckvidd på 5 500 nautiska mil (10 200 km) vid 15 knop (28 km/h). Besättningen bestod av 145 officerare och sjömän.
Fartygen hade fyra 12 cm Mark IX-kanoner i enkelmontage, betecknade "A", "B", "X" och "Y" från för till akter. För luftvärn hade de två fyrdubbla fästen för 12,7 mm Vickers Mark III-kulsprutor. I-klassen var utrustad med två femdubbelt monterade torpedtuber ovan vattenytan för 53,3 cm torpeder. En sjunkbombsräls och två sjunkbombskastare var monterade; 16 sjunkbomber fanns ursprungligen, men detta ökades till 35 strax efter krigets början. Impulsive var en av de fyra jagare av I-klass som utrustades med minläggningsutrustning på Malta under slutet av 1938 - januari 1939. Utrustningen bestod av fästen för skenor på däck som minorna kunde transporteras på och en elektrisk vinsch för att flytta minorna längs skenorna. "A"- och "Y"-kanonerna och båda torpedtuberna modifierades så att de kunde tas bort för att kompensera för minornas vikt. Fartygen kunde bära högst 72 minor. I-klassens jagare var utrustade med ASDIC-sonarsystemet för att lokalisera ubåtar under vattnet.

## Konstruktion och tjänstgöring
Impulsive kölsträcktes den 9 mars 1936 av J. Samuel White and Company på deras varv i Cowes, sjösattes den 1 mars 1937 och färdigställdes den 29 januari 1938. Mellan den 28 och 29 maj 1940 gjorde hon fyra resor till Dunkerque och räddade 2 919 soldater. Därefter deltog hon i minläggningsuppdrag och i de arktiska konvojerna. Den 16 september 1942 anföll och sänkte hon den tyska ubåten U-457 i Barents hav nordost om Murmansk i Ryssland.
Impulsive såldes för skrotning till W. H. Arnott, Young and Company, Limited den 22 januari 1946 och bröts upp i Sunderland.